# Heterothele hullwilliamsi
Heterothele hullwilliamsi là một loài nhện trong họ Theraphosidae.
Loài này thuộc chi Heterothele. Heterothele hullwilliamsi được miêu tả năm 1990 bởi Smith.